# Mutzmalen
Die Mutzmalen (zürichdeutsch i de oder a de Mutzmaale mit Betonung auf -maale) ist ein Weiler auf dem Gemeindegebiet von Stäfa im Schweizer Kanton Zürich. Die Häusergruppe besteht aus 16 Häusern. In den Mutzmalen leben ungefähr 60 Menschen.

## Geographie
Der Weiler liegt am Fuss des gegen Südwesten ausgerichteten Lattenbergs, der geologisch gesehen durch den Linthgletscher entstanden ist, nahe der Grenze zwischen Stäfa und Männedorf. Die Häusergruppe ist als Freihaltegebiet im kantonalen Richtplan eingetragen.

### Hexentanz

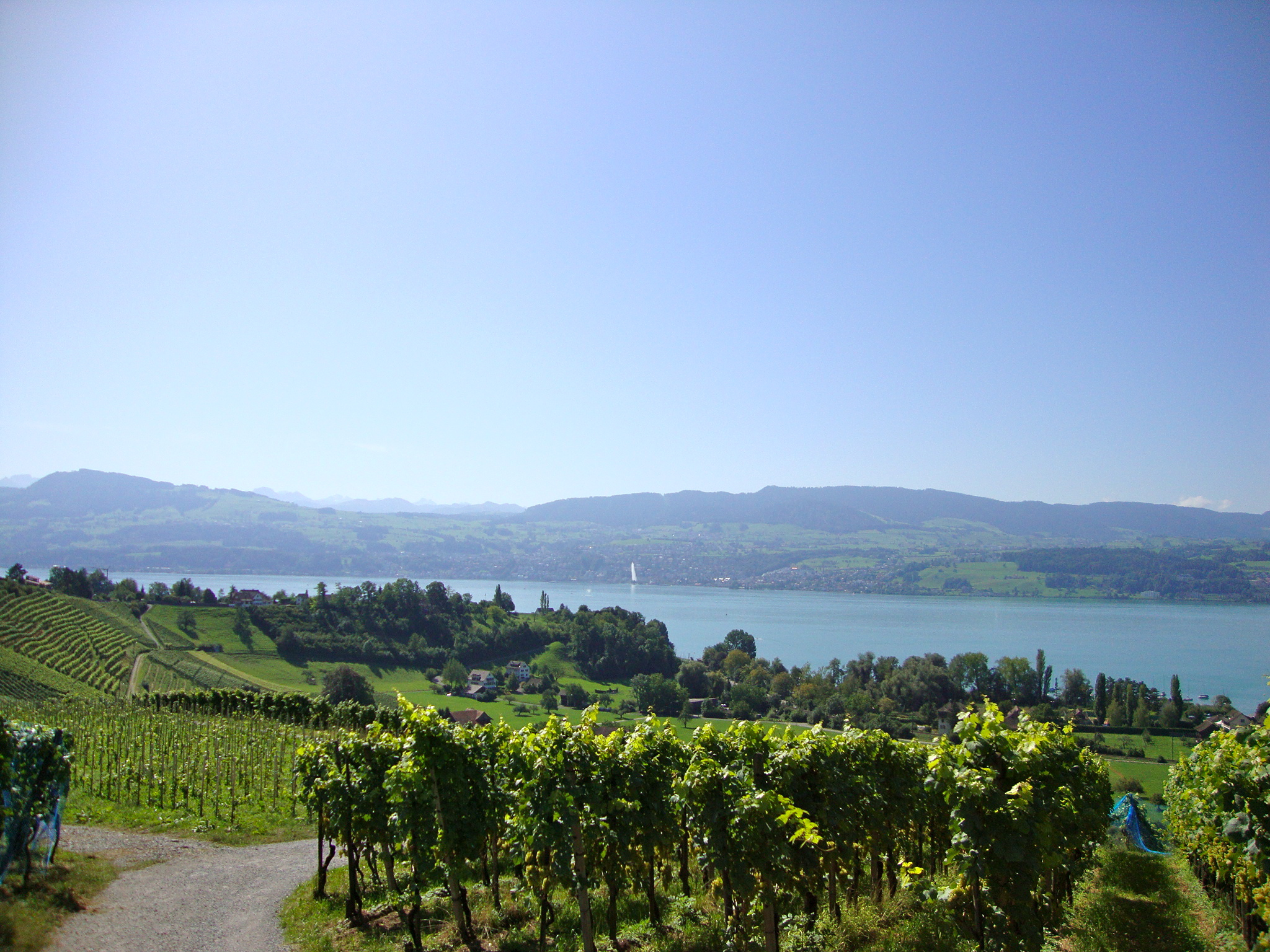
Mutzmalen und Lattenberg im Sommer

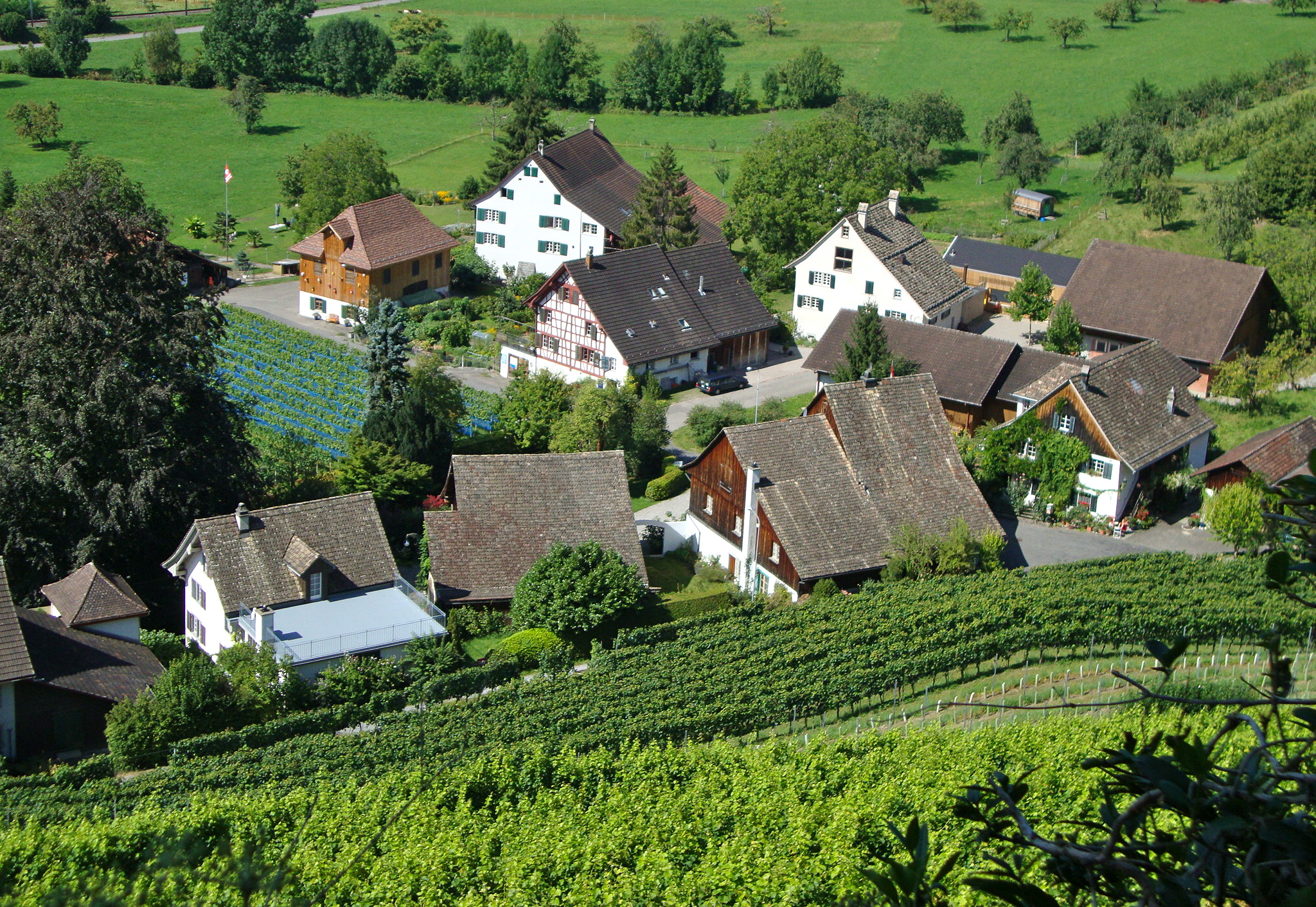
Ortskern Mutzmalen

«Hexentanz» nennen die Einheimischen eine Wegpassage durch eine steil gegen den See abfallende Nagelfluhdecke des Lattenbergs. Den Fuhrleuten war die Steigung stets ein schwer zu überwindendes Hindernis, und den Landwirten brachte der Hohlweg Ärger und Verdruss. Durch die enge Passage fiel der Wind stets mit Wucht in die Ebene ein und zerzauste sie derart, als ob ausser Rand und Band geratene Hexen durch die sauber hergerichteten Heuhaufen getanzt wären.

## Verkehr
Die Eisenbahnlinie von Zürich nach Rapperswil, die von der S7 befahren wird, trennt die Häuser vom Zürichsee. Drei Bahnunterführungen in unmittelbarer Nähe der Mutzmalen führen zur Seestrasse und zum See. An der Seestrasse (Hauptstrasse 17) liegt die Bushaltestelle „Strandbad“ der VZO, die als Anschluss des öffentlichen Verkehrs an das Strandbad von Stäfa dient. Die nähergelegen Bushaltestelle Sonnenfeld wird meist für den Besuch des Strandbades von Männedorf verwendet.

## Geschichte
In der Römerzeit führte die Römerstrasse von Zürich (Turicum) nach Kempraten (Centum Prata) und Rapperswil über das Gebiet. Die Häuser von Mutzmalen stammen vor allem aus dem 17. bis 18. Jahrhundert. 2004 wurde das neuste Gebäude erstellt, ein Anbau an ein 1736 erbautes Weinbauernhaus. Dieses wurde von nachträglichen Einbauten befreit, um die alte Substanz freilegen zu können.
Der Ortsname findet sich erstmals 1679 bezeugt. Im Vorderglied steckt wahrscheinlich der Familienname Mutz; der ebenfalls erwogener Zusammenhang mit dem Rebmesser, dem Räbmutz, überzeugt sachlich nicht. Das Hinterglied ist unklar.

## Wirtschaft
An den Wochenenden nutzen viele Spaziergänger die Wege durch die im Halbrund angelegten Rebhänge. Auf einer Erhöhung am nordöstlichen Ende des Lattenbergs wurde ein Aussichtspunkt eingerichtet. Das Gebiet rund um die Mutzmalen dient dem Weinanbau. Unter anderem wachsen hier die Traubensorten Blauburgunder, Chardonnay, Riesling x Sylvaner und Garanoir.
Während des Zweiten Weltkriegs mussten die Reben zwar der Anbauschlacht geopfert werden. Nach dem Krieg wurden aber rasch neue Rebstöcke angepflanzt und heute gibt es wieder mehrere Weinhersteller. Auch eine Obstplantage erstreckt sich von den Mutzmalen zur Grenze von Männedorf. Die Mutzmalen und ihre Umgebung sind zu einem Naherholungsgebiet der umliegenden Gemeinden geworden. Im Winter kann man auf der Lattenbergstrasse schlitteln; sie wird nicht geräumt.

## Fauna

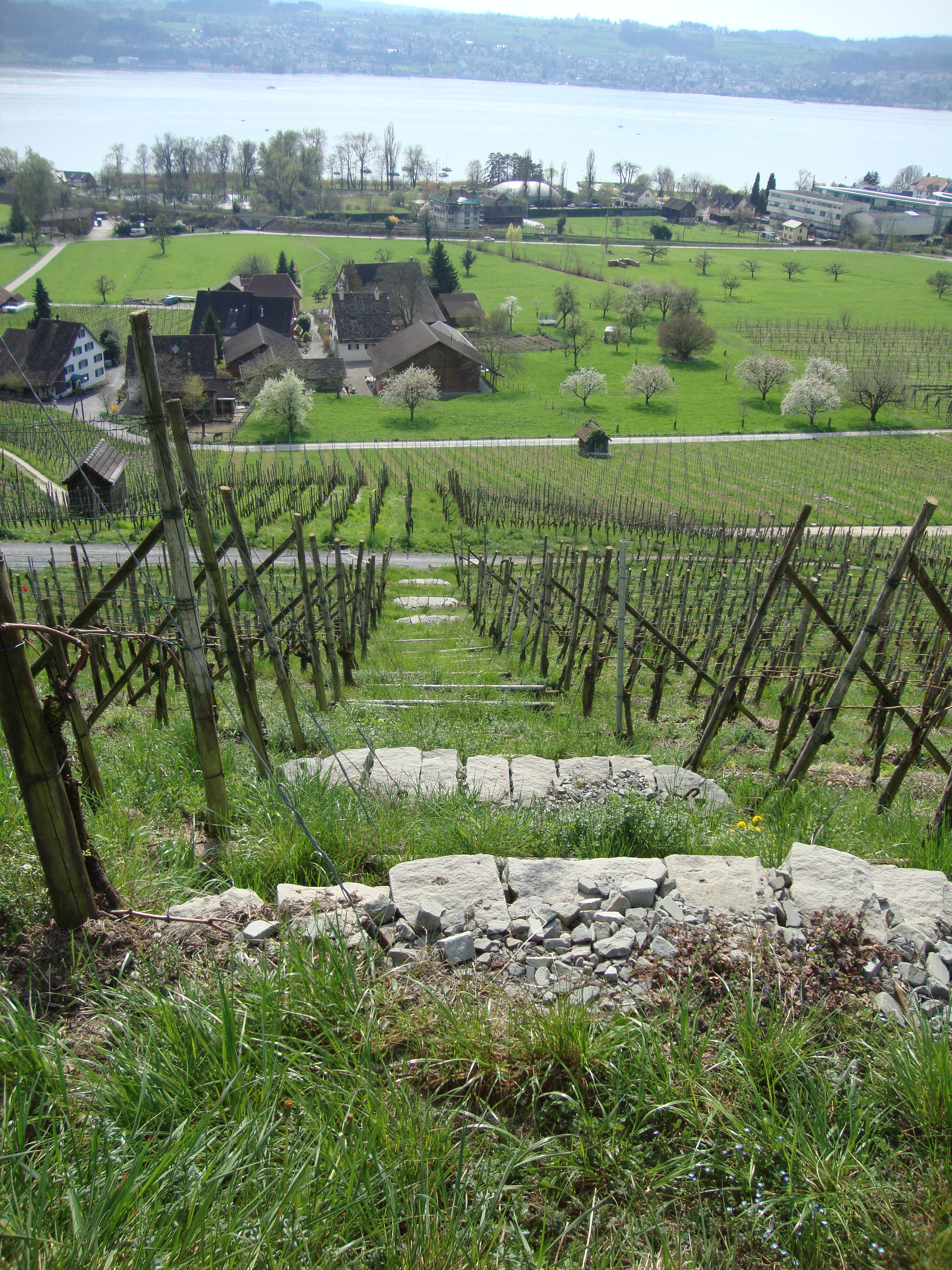
Trockensteinmauern in den Mutzmalen

An den Wegrändern im Lattenberg wurden Trockensteinmauern errichtet. Für die seltenen Schlingnattern und Eidechsen ist das ein geeigneter Lebensraum. In der Ebene werden Pferde gehalten.